# Kraus von Sala

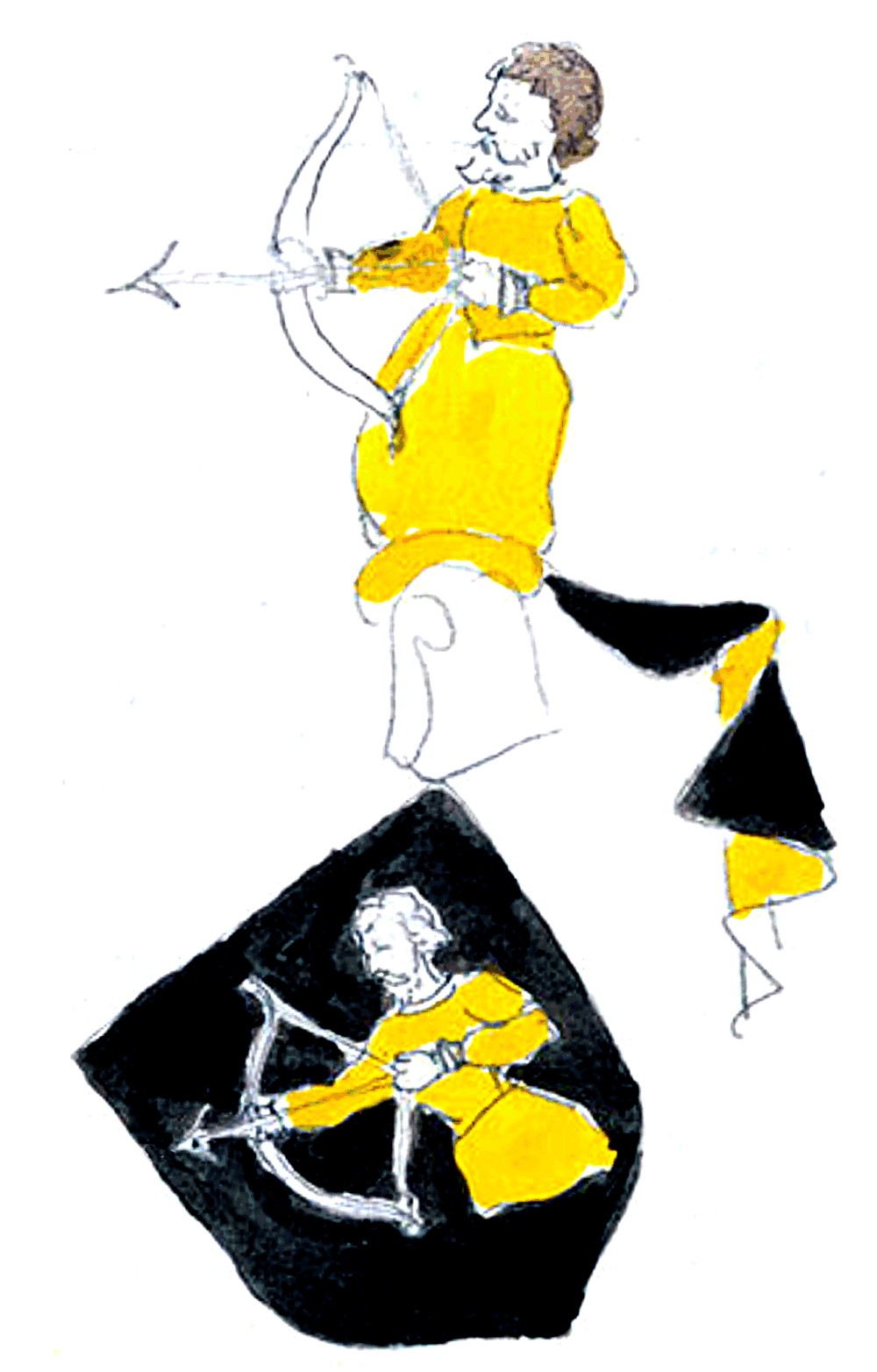
Stammwappen der Kraus von Sala, 1563

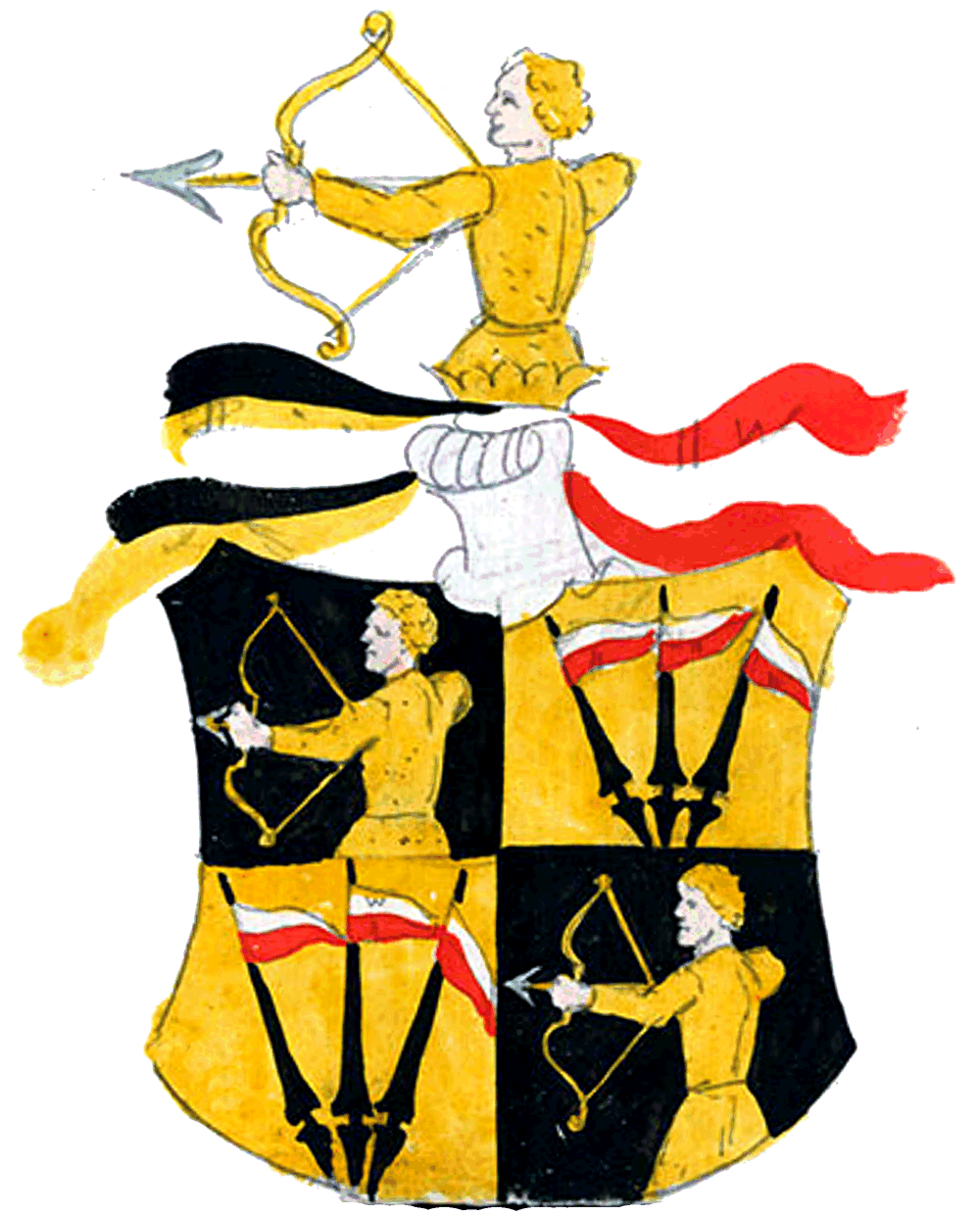
Wappen der Kraus von Sala, 1607

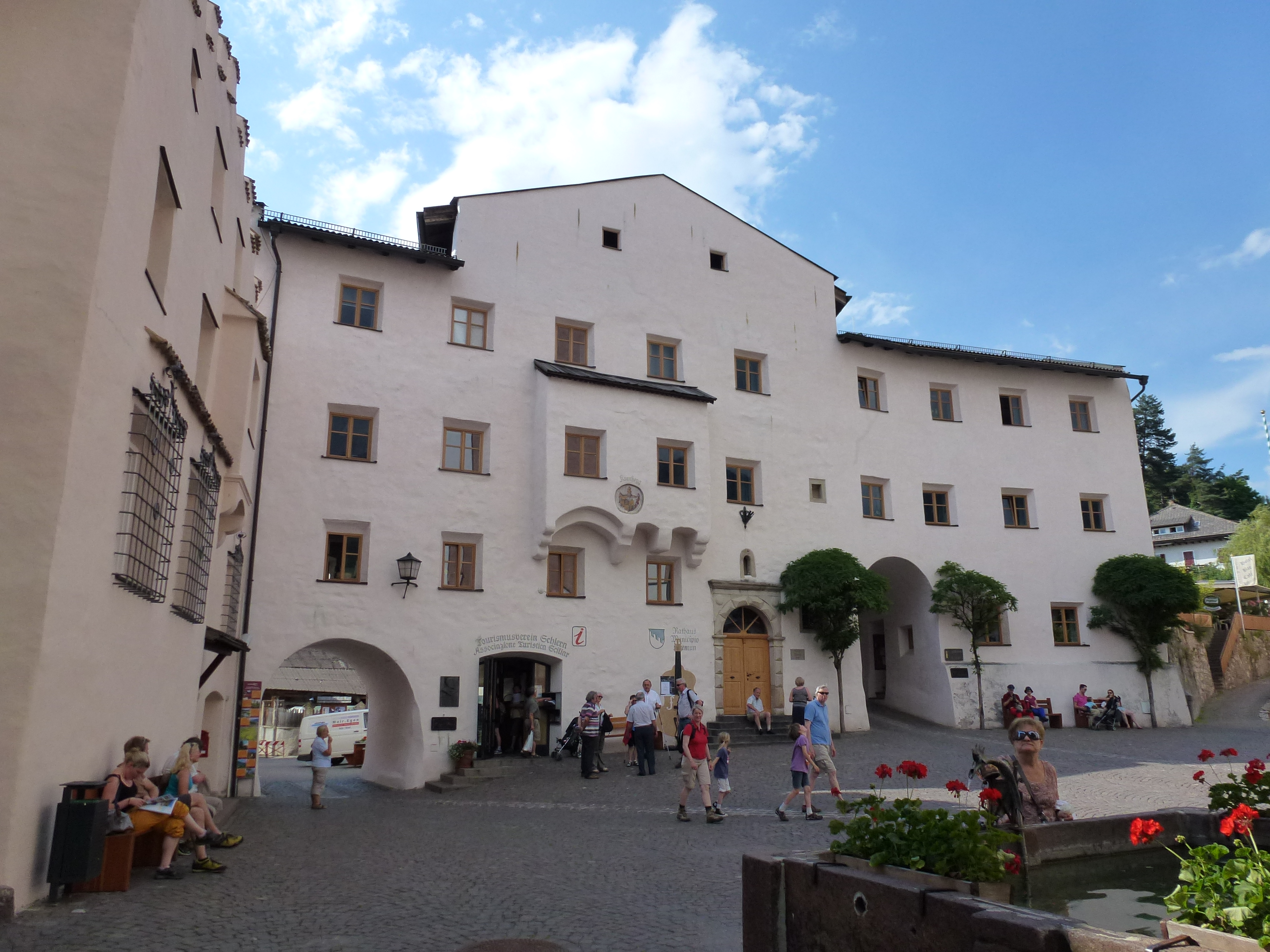
Ehemaliger Ansitz Krausegg

Kraus von Sala, auch Krausfador von Sala bzw. Kraus von Sala und Krausegg, war der Name eines briefadeligen Geschlechts aus Ungarn, welches 1563 den Tiroler Adel und 1607 den Reichsadel erhielt. Das Geschlecht spielte im Schlerngebiet über Jahrhunderte eine einflussreiche Rolle, wurde mit der Herrschaft Kastelruth belehnt und gründete  dort mehrere Stiftungen. 1847 ist die Familie im Mannesstamm erloschen.

## Geschichte
Das Geschlecht, das sich zunächst Fador zu Deutsch Krausen später Kraus Fador von Sala nannte, stammte ursprünglich aus Ungarn und soll von Kaiser Sigismund geadelt worden sein. Der Name Sala leitet sich von dem Familiengut bei Ofen ab. Michael Fodor alias Kraus, Großherr und Edler am Plattensee, zog im 16. Jahrhundert in die Grafschaft Tirol. Er wohnte auf den Gütern in Kastelruth, die seine Frau mit in die Ehe brachte. Von 1584 bis 1588 bekleidete er das Amt des Pflegers auf Hauenstein. Am 5. August 1563 wurde Michael Kraus in die Tiroler Adelsmatrikel aufgenommen. Darauf nahmen auch die beiden anderen Linien Fejrbarj und Beswary das Wappen und den Namen Kraus an. Der Neffe von Michael, Jakob Kraus, errichtete zwischen 1603 und 1607 in Kastelruth den Ansitz Krausegg. 
In Kastelruth begründeten die Kraus auch eine Armenstiftung. Am 2. Juni 1607 erhob Kaiser Rudolf II. die Familie in den Reichsadelsstand und Krausegg zu einem Edelsitz. Unter der Amtszeit des Tiroler Landesfürsten Erzherzog Ferdinand Karl von Österreich-Tirol erwarb Jakob Christoph Kraus von Sala zu Krausegg die Herrschaft Kastelruth „um den Pfandschilling der Wolkensteiner und eine Zugabe von 10.000 Gulden.“ 1675 ließ Georg von Kraus zu Krausegg die Trümmer der alten Schlossruine abtragen. Die Steine wurden für den Bau des Kirchleins St. Anton am Kofel verwendet. 1697 kam die Herrschaft von den Edlen von Kraus an Graf Sylvius von Bucellini. Der Kaufpreis betrug einen Pfandschilling von 24.253 Gulden. 1703 dienten Cajetan Kraus von Sala zu Krausegg und Aichach und 1750 Ignaz Anton Kraus von Sala zu Krausegg als Pfleger zu Kastelruth. 1847 ist das Geschlecht im Mannesstamm erloschen. 
Der Platz im Ortszentrum von Kastelruth trägt heute den Namen Krausplatz. Das Archiv der Kraus von Sala wird vom Südtiroler Landesarchiv verwahrt.

## Wappen

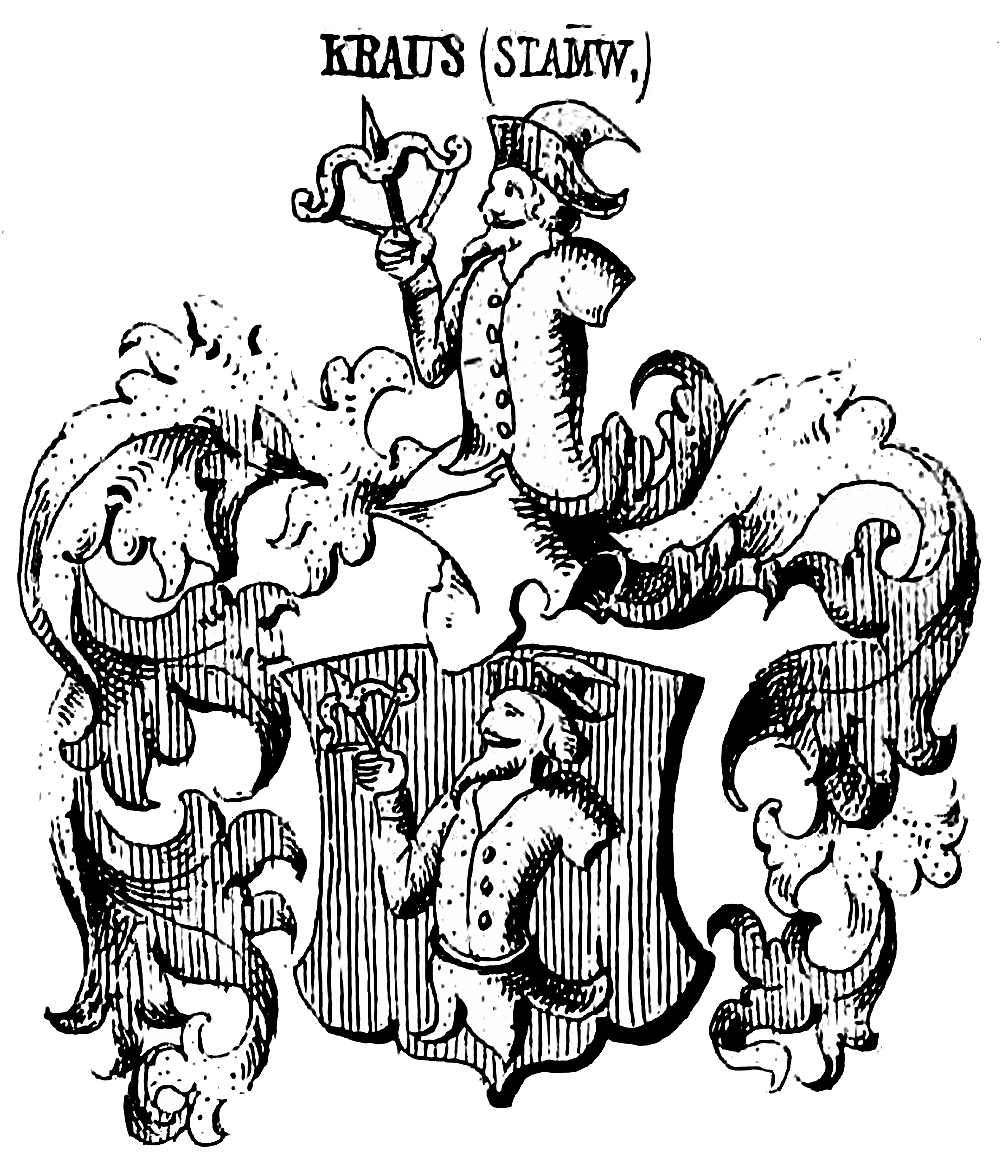
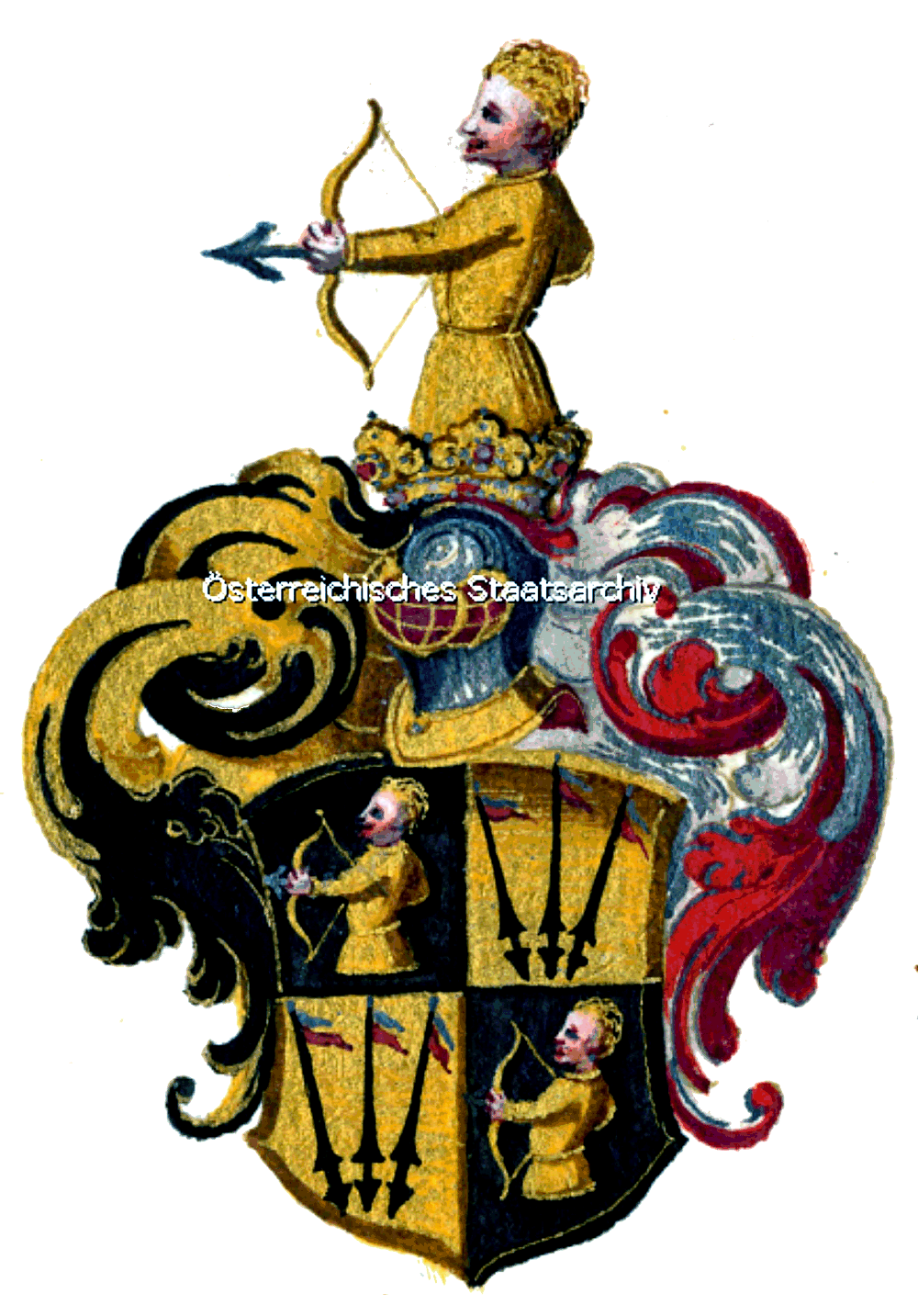
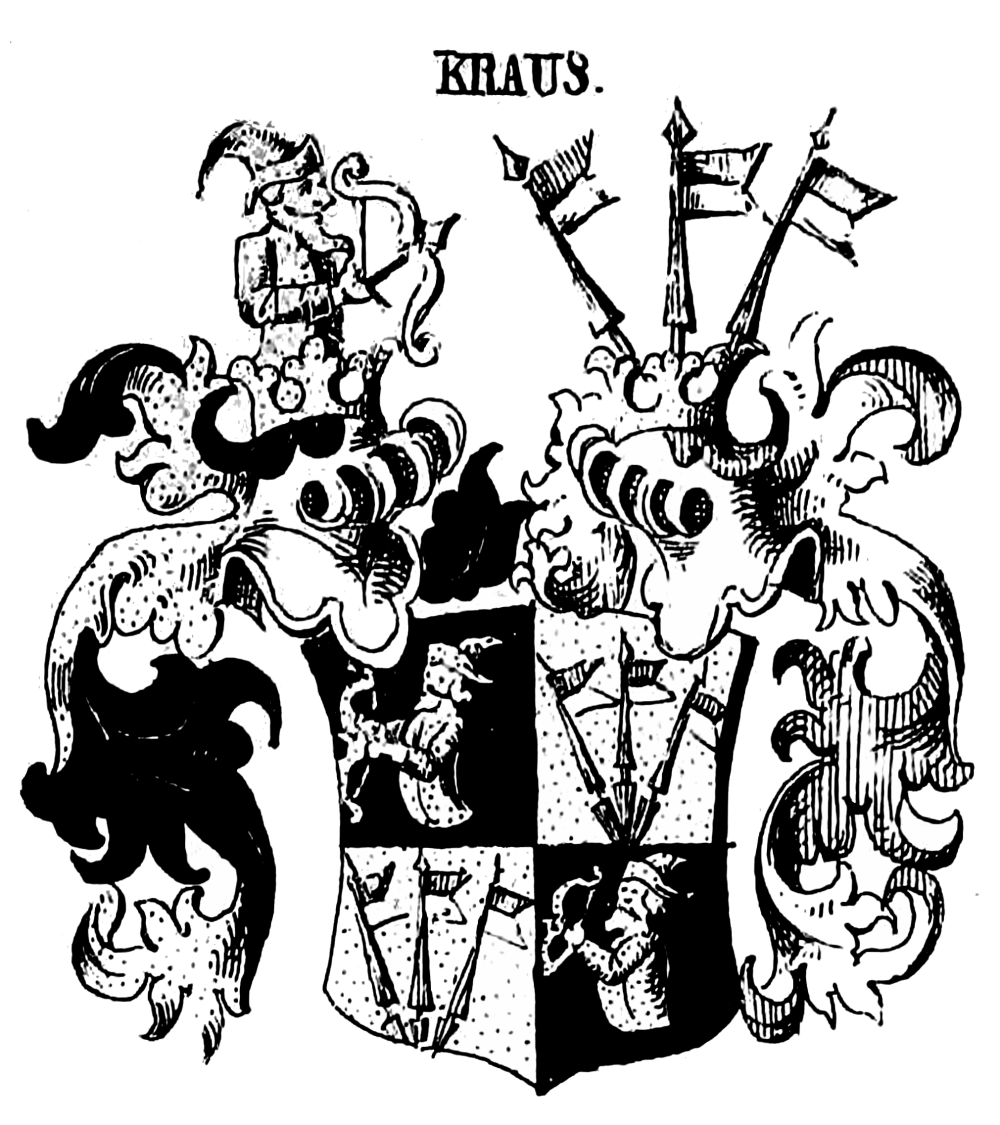